# Тяньхэ (модуль китайской космической станции)
Тяньхэ (кит. 天和, пиньинь tiānhé, «Гармония неба и земли») — базовый модуль китайской многомодульной космической станции «Тяньгун». Представляет собой центр управления станцией. К нему стыкуются грузовые и пилотируемые корабли, из него возможны выходы в открытый космос.
24 июля 2022 года к «Тяньхэ» был пристыкован научный модуль «Вэньтянь», а 1 ноября 2022 года — модуль «Мэнтянь».

## Конструкция
Модуль состоит из трёх частей:

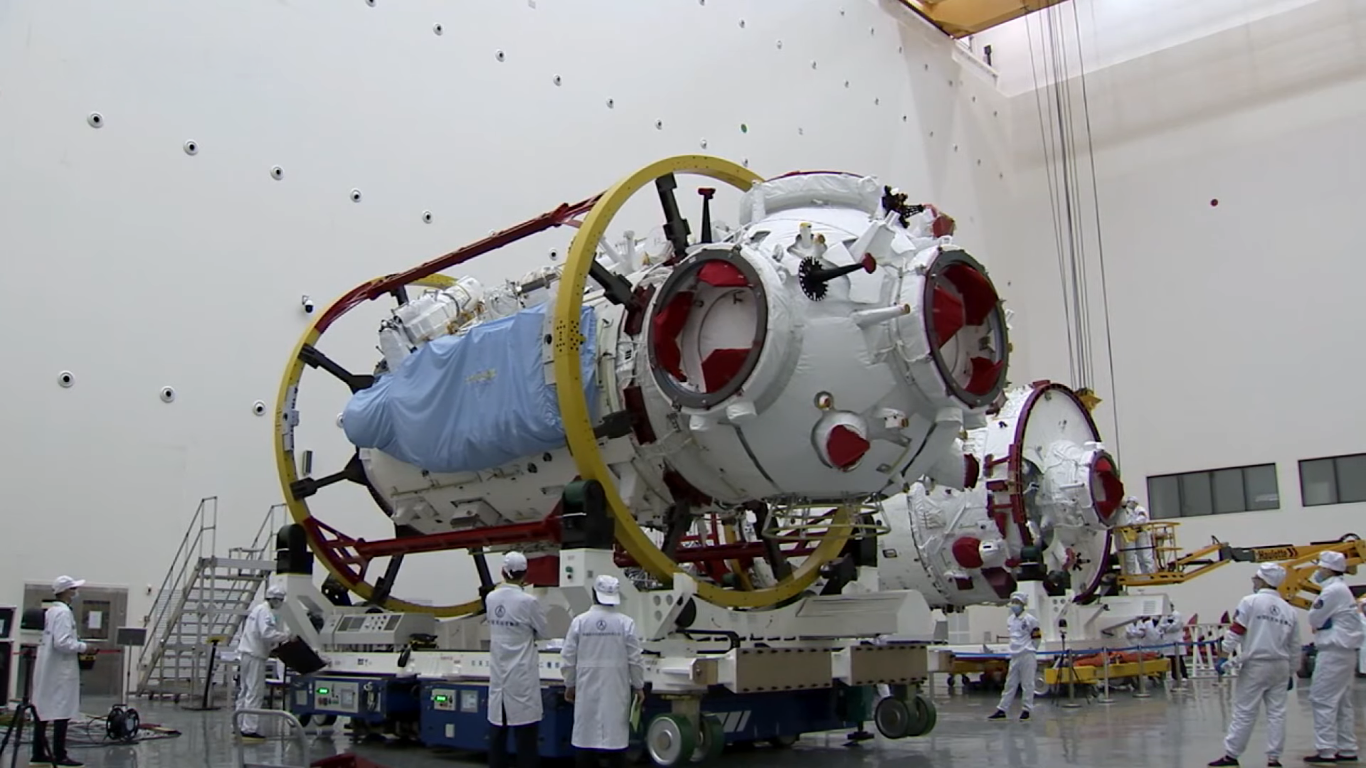
Частично собранный модуль в сборочном цехе

- служебного (приборно-агрегатного) отсека;
- лабораторного отсека (меньшего диаметра);
- специального переднего стыковочного отсека сферической формы.

Модуль имеет массу 24 тонны, длину 16,6 метров и диаметр 4,1 метра. Общий гермообъём — около 110 м³, из них жилой — около 50 м³.
Интерьер «Тяньхэ» имеет форму длинного параллелепипеда сечением примерно 2×2 м, с белыми панелями и множеством поручней и петель для удобства движения.
В состав жилого модуля входят кухня с вентиляторным нагревателем и микроволновкой, современная система регенерации и распределения воды, охладитель-холодильник, туалет. Есть компьютеры, комплексы связи с командным пунктом, а также другое оборудование. Он может использоваться в качестве автономного обитаемого аппарата и лаборатории. Жилые каюты оборудованы иллюминаторами.
Для компенсации негативного воздействия на космонавтов микрогравитации в модуле имеются беговая дорожка и велотренажёр. Также, для восстановления космонавты используют специальные стягивающие костюмы, создающие при движении физические нагрузки, препятствуя развитию мышечной атрофии.
В модуле имеется 6 сферических баков для компонент топлива (до 1800 кг НДМГ и тетраоксида азота). 

### Поверхность
Внешне «Тяньхэ» напоминает модули «Звезда» или базовый блок орбитальной станции «Мир», которые в свою очередь базируются на модулях станции «Салют». Поэтому конфигурация модулей может напоминать «Мир» — первую многомодульную космическую станцию.
На лабораторном отсеке планируется установить панели солнечных батарей, имеется 10-метровый манипулятор.
«Тяньхэ» оборудован шлюзом для выхода в открытый космос, внутренним диаметром 85 см.
На внешней поверхности «Тяньхэ» установлены блоки гиродинов, жидкостные двигатели коррекции и 4 ионных двигателя для ориентации и разгрузки гиродинов (всего 22 двигателя), антенны для связи с Землёй и системы корректировки причаливания и обеспечения стыковки.

## Запуск

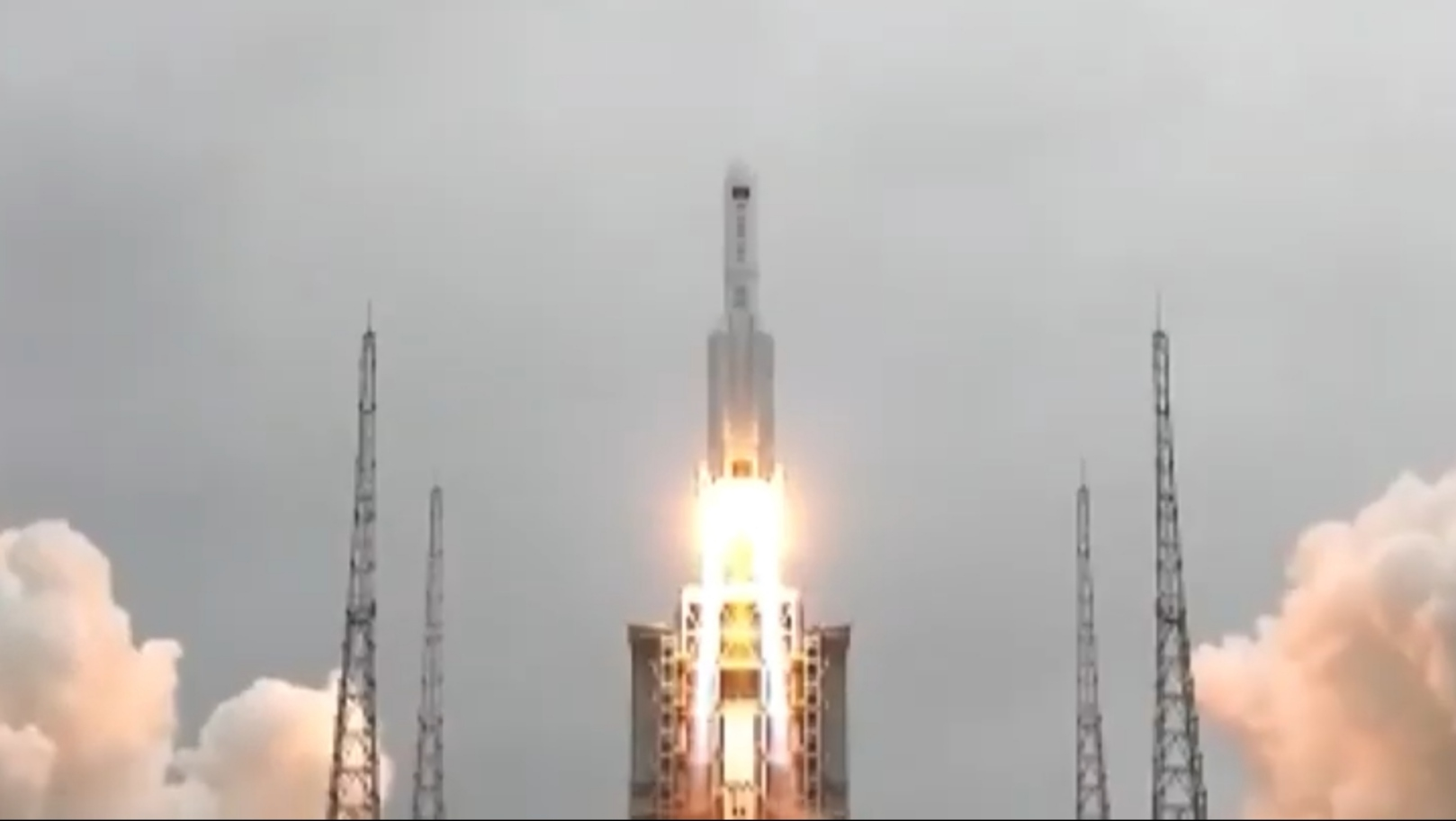
Запуск модуля

В 2017 году были планы запустить модуль на орбиту в 2019 году, с помощью тяжёлой ракеты «Чанчжэн-5B» с космодрома Вэньчан.
29 апреля 2021 года в 11:23 по пекинскому времени (03:23 UTC) с космодрома Вэньчан был успешно осуществлён пуск РН «Чанчжэн-5Б»  с базовым модулем «Тяньхэ».